# زمرة أساسية

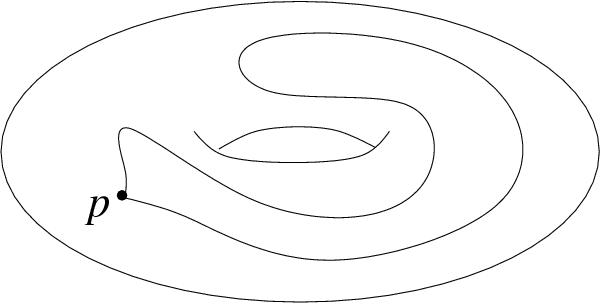

في الرياضيات، وبالأخص في الطوبولوجيا الجبرية، تُعتبر الزمرة الأساسية (بالإنجليزية: Fundamental group)‏ (كما عرفها العالم هنري بوانكاريه في مقالته التي تحمل عنوان تحليل سيتوس, والتي نُشرت عام 1895) هي زمرة مرتبطة بأي فضاء طوبولوجي مُحدد ومُعين يفسح طريقًا لتحديد متى يمكن لمسارين، يبتديان وينتهيان عند نقطة أساس ثابتة، أن يمتزجا بداخل بعضهما معًا بشكلٍ مستمر. وسجلت بديهيًا معلومات حول الشكل الأساسي، أو ثقوب، الفضاء الطوبولوجي. وتُعد الزمرة الأساسية هي الأولى والأبسط بين الزُمر الهوموتوبية، وهي بذلك تُعتبر كمية طوبولوجية غير متغيرة: ولدى الفضاءات الطوبولوجية الهميومورفية نفس الزُمرة الأساسية.
ويمكن دراسة الزُمر الأساسية باستخدام نظرية فضاءات الغطاء؛ حيث تتوافق الزُمرة الأساسية مع زُمرة تحولات السطح لـفضاء الغطاء العالمي المرتبط بها. كما يمكن تعريف الزُمرة الأبيلية خاصتها من خلال الزُمرة الهمولوجية الأولى للفضاء. عندما يكون الفضاء الطوبولوجي هيمومورفيًا بالنسبة إلى فضاء المركب البسيط، فيمكن حينها وصف زُمرته الأساسية مباشرةً من ناحية المولِدات والعلاقات.
أما فيما يخص الجانب التاريخي، فإن مفهوم الزُمرة الأساسية ظهر أولاً في نظرية أسطح ريمان، في العمل الذي قدمه برنارد ريمان وهنري بوانكاريه وفيليكس كلاين, حيث وصفت النظرية خصائص المونودرومي في الدوال العُقدية (المركبة) بالإضافة إلى طرحها لـتصنيف الأسطح المغلقة الطوبولوجي الكامل.

## التعريف
بفرض أن X فضاء طوبولوجي، وبأن x0 نقطة في X. وأننا نهتم بالمجموعة التالية من الدوال المستمرة (المتصلة) والتي تُسمى بـالعُقد وهي مزودة بـنقطة الأساس x0.
{\displaystyle \{f:[0,1]\rightarrow X|f(0)=x_{0}=f(1)\}}
وتُعتبر الآن الزُمرة الأساسية لـ X والتي نقطتها الأساسية x هي مجموعة هوموتوبي المعيارية{\displaystyle h}
{\displaystyle \{f:[0,1]\rightarrow X|f(0)=x_{0}=f(1)\}_{/h}}
وتصاحبها ضرب الزُمرة التي تُعرفها (f ∗ g)(t) := f(2t) إذا كان 0 ≤ t ≤ 1/2 و(f ∗ g)(t) := g(2t − 1) إذا كان 1/2 ≤ t ≤ 1. بالتالي فإن عُقدة f ∗ g تلي أولاً العُقدة f «بضعف السرعة» ثم تلي العُقدة g بضعف السرعة. ويُعرف الناتج عن فئتي الهوموتوبي من العُقدتين [f] و[g] على أنه [f ∗ g], ويمكن إيضاح أن هذا الناتج لا يعتمد على اختيار الممثلين.
ومن خلال الناتج السابق، تُشكِّل مجموعة كافة فئات الهوموتوبي للعُقد ذات النقطة الثابتة x0 الزُمرة الأساسية لـ X عند النقطة x0 ويُرمز لها بـ
{\displaystyle \pi _{1}(X,x_{0}),}
أو فقط بـ π(X, x0). ويُعد العنصر الحيادي هو الدالة الثابتة (التابع الثابت) عند نقطة الأساس، أما مقلوب العُقدة f فهو العُقدة g وتُعرفه g(t) = f(1 − t). وهذا يعني أن العُقدة g تلي العُقدة f في الاتجاه العكسي.
وعلى الرغم من أن الزُمرة الأساسية بوجهٍ عام تعتمد على اختيار نقطة الأساس، إلا أنه قد تبين أن، وصولاً إلى تساوي الشكل (في الواقع، حتى الوصول إلى تساوي الشكل الداخلي), هذا الاختيار لا يمثل أي اختلاف طالما أن الفضاء X هو مسار متصل. بالتالي يمكننا في حالة فضاءات المسار المتصل كتابة π1(X) بدلاً من π1(X, x0) دون الوقوع في الالتباس كلما اهتممنا بـفئة تساوي الشكل فقط.